# Northwest Stanwood
Northwest Stanwood – jednostka osadnicza w Stanach Zjednoczonych, w stanie Waszyngton, w hrabstwie Snohomish.